# Comuna Iosîpivți, Bilohirea
Iosîpivți (în ucraineană Йосипівці) este o comună în raionul Bilohirea, regiunea Hmelnîțkîi, Ucraina, formată din satele Hurșciîna, Iosîpivți (reședința) și Zahirți.

## Demografie
Componența lingvistică a comunei Iosîpivți
     Ucraineană (99,65%)
     Alte limbi (0,35%)
Conform recensământului din 2001, majoritatea populației comunei Iosîpivți era vorbitoare de ucraineană (99,65%), existând în minoritate și vorbitori de alte limbi.